# Ichthyoxenus montanus
Ichthyoxenus montanus är en kräftdjursart som beskrevs av Schioedte och Frederik Vilhelm August Meinert 1884. Ichthyoxenus montanus ingår i släktet Ichthyoxenus och familjen Cymothoidae. Inga underarter finns listade i Catalogue of Life.